# Szkoły architektury w Polsce
Szkoła architektury w Polsce odnosi się do uczelni, które kształcą studentów w dziedzinie architektury i urbanistyki. 
Najstarszym wydziałem architektury jest Wydział Architektury Politechniki Wrocławskiej założony w 1872 na Politechnice Lwowskiej i przeniesiony do Wrocławia w 1945.

## System nauczania
Każda ze szkół architektury dostosowana jest do wielostopniowego systemu nauczania. Studia I stopnia trwają 7-8 semestrów. Ich materiał obejmuje m.in.: historię i teorię architektury i urbanistyki, sztuk pięknych, budownictwa i technologii budowlanych, konstrukcji oraz projektowania architektonicznego i urbanistycznego; przepisy techniczno-budowlane, a także metody organizacji i przebiegu procesu inwestycyjnego w Polsce oraz w państwach członkowskich Unii Europejskiej. Ukończenie studiów I stopnia daje prawo do posługiwania się tytułem tytułem: "inżyniera architekta", z kolei II stopnia - "magistra inżyniera architekta". Studia doktorskie (III stopnia) realizowane są na: Politechnice Gdańskiej, Politechnice Krakowskiej im. Tadeusza Kościuszki, Politechnice Warszawskiej i Politechnice Wrocławskiej.

## Rankingi
Dotychczas ani razu nie został sporządzony ranking szkół architektonicznych. W 2010 roku Wydział Architektury Politechniki Warszawskiej znalazł się najwyżej spośród wszystkich wydziałów architektury w Polsce, uzyskując kategorię pierwszą według systemu oceny parametrycznej jednostek naukowych Ministerstwa Nauki i Szkolnictwa Wyższego. W grupie kierunków "Architektura i Budownictwo" Rankingu Szkół Wyższych Perspektyw i Rzeczpospolitej wśród najlepszych uczelni znalazły się kolejno: Politechnika Warszawska, Politechnika Wrocławska, Politechnika Krakowska im. Tadeusza Kościuszki i Politechnika Poznańska.

## Lista państwowych szkół architektury
| Uczelnia                                                  | Wydział / Instytut                                                                                | Miasto    | Rok powstania | Strona internetowa                          |
| --------------------------------------------------------- | ------------------------------------------------------------------------------------------------- | --------- | ------------- | ------------------------------------------- |
| Politechnika Gdańska                                      | Wydział Architektury Politechniki Gdańskiej                                                       | Gdańsk    | 1945 (1904)   | www.arch.pg.gda.pl                          |
| Politechnika Poznańska                                    | Wydział Architektury Politechniki Poznańskiej                                                     | Poznań    | 1950          | www.architektura.put.poznan.pl              |
| Politechnika Wrocławska                                   | Wydział Architektury Politechniki Wrocławskiej                                                    | Wrocław   | 1872 (1945)   | www.arch.pwr.wroc.pl                        |
| Politechnika Warszawska                                   | Wydział Architektury Politechniki Warszawskiej                                                    | Warszawa  | 1915          | www.arch.pw.edu.pl                          |
| Politechnika Śląska                                       | Wydział Architektury Politechniki Śląskiej                                                        | Gliwice   | 1977          | www.polsl.pl/Wydzialy/RAr                   |
| Politechnika Rzeszowska                                   | Wydział Budownictwa, Inżynierii Środowiska i Architektury                                         | Rzeszów   | 2008          |                                             |
| Politechnika Krakowska                                    | Wydział Architektury Politechniki Krakowskiej                                                     | Kraków    | 1954 (1945)   | www.pk.edu.pl                               |
| Politechnika Lubelska                                     | Wydział Budownictwa i Architektury Politechniki Lubelskiej                                        | Lublin    | 2007          | http://wbia.pollub.pl/                      |
| Politechnika Łódzka                                       | Instytut Architektury i Urbanistyki Wydziału Budownictwa, Architektury i Inżynierii Środowiska PŁ | Łódź      | 1976          | www.tajfun.bais.p.lodz.pl                   |
| Politechnika Białostocka                                  | Wydział Architektury Politechniki Białostockiej                                                   | Białystok | 1975          | www.wa.pb.edu.pl                            |
| Uniwersytet Artystyczny w Poznaniu                        | Wydział Architektury i Wzornictwa                                                                 | Poznań    | 2003          | uap.edu.pl/uczelnia/wydzialy/wydzial-a-i-w/ |
| Uniwersytet Technologiczno-Przyrodniczy w Bydgoszczy      | Wydział Budownictwa, Architektury i Inżynierii Środowiska                                         | Bydgoszcz | 2007          | wbis.utp.edu.pl/                            |
| Zachodniopomorski Uniwersytet Technologiczny w Szczecinie | Wydział Architektury Zachodniopomorskiego Uniwersytetu Technologicznego w Szczecinie              | Szczecin  | 2020          | www.wa.zut.edu.pl/                          |
| Politechnika Świętokrzyska                                | Wydział Budownictwa i Architektury                                                                | Kielce    | 2008          | www.wbia.tu.kielce.pl                       |
| Państwowa Wyższa Szkoła Zawodowa                          | Instytut Architektury                                                                             | Racibórz  |               | www.pwsz.raciborz.edu.pl/                   |
| Państwowa Wyższa Szkoła Zawodowa                          | Wydział Nauk Technicznych                                                                         | Nysa      |               | www.pwsz.nysa.pl/                           |
| Podhalańska Państwowa Uczelnia Zawodowa                   | Instytut Nauk Technicznych                                                                        | Nowy Targ |               | www.ppuz.edu.pl/                            |

## Lista prywatnych szkół architektury
| Uczelnia                                                    | Wydział / Instytut                                    | Miasto   | Rok powstania | Strona internetowa  |
| ----------------------------------------------------------- | ----------------------------------------------------- | -------- | ------------- | ------------------- |
| Wyższa Szkoła Ekologii i Zarządzania w Warszawie            | Wydział Architektury                                  | Warszawa | 1995          | www.wseiz.pl        |
| Sopocka Akademia Nauk Stosowanych                           | Wydział Architektury, Inżynierii i Sztuki             | Sopot    |               | www.ssw-sopot.pl/   |
| Wyższa Szkoła Techniczna                                    | Wydział Architektury, Budownictwa i Sztuk Stosowanych | Katowice |               | www.wst.com.pl      |
| Krakowska Akademia                                          | Wydział Architektury i Sztuk Pięknych                 | Kraków   |               | www.ka.edu.pl/      |
| Wyższa Szkoła Przedsiębiorczości i Administracji w Lublinie | Wydział Nauk Technicznych                             | Lublin   |               | wspa.pl             |
| Społeczna Akademia Nauk                                     |                                                       | Łódź     |               | lodz.san.edu.pl/    |
| Akademia Finansów i Biznesu Vistula                         |                                                       | Warszawa |               | www.vistula.edu.pl/ |
| Wyższa Szkoła Sztuki i Projektowania                        |                                                       | Łódź     |               | www.wssip.edu.pl/   |